# Blue Island (Illinois)
Blue Island è un comune degli Stati Uniti d'America, situato in Illinois, nella contea di Cook. 
Ha dato i natali al giocatore di baseball Curtis Granderson e all'attore Gary Sinise. Ospita una comunità di immigrati lucani, precisamente di Ripacandida.